# Чаривное (Херсонская область)
Чаривное (укр. Чарівне) — село в Борозенской сельской общине Бериславского района Херсонской области Украины.
Почтовый индекс — 74142. Телефонный код — 5532. Код КОАТУУ — 6520984801.

## Население
Население по переписи 2001 года составляло 508 человек.

### Языковой состав
Родной язык населения по данным переписи 2001 года:
| Язык       | Численность, чел. | Доля     |
| ---------- | ----------------- | -------- |
| Украинский | 484               | 95,28 %  |
| Молдавский | 18                | 3,54 %   |
| Другое     | 6                 | 1,18 %   |
| Итого      | 508               | 100,00 % |

## Местный совет
74142, Херсонская обл., Великоалександровский р-н, с. Чаривное, ул. Победы